# Campanula pulla
Campanula pulla är en klockväxtart som beskrevs av Carl von Linné. Campanula pulla ingår i släktet blåklockor, och familjen klockväxter. Inga underarter finns listade i Catalogue of Life.

## Bildgalleri

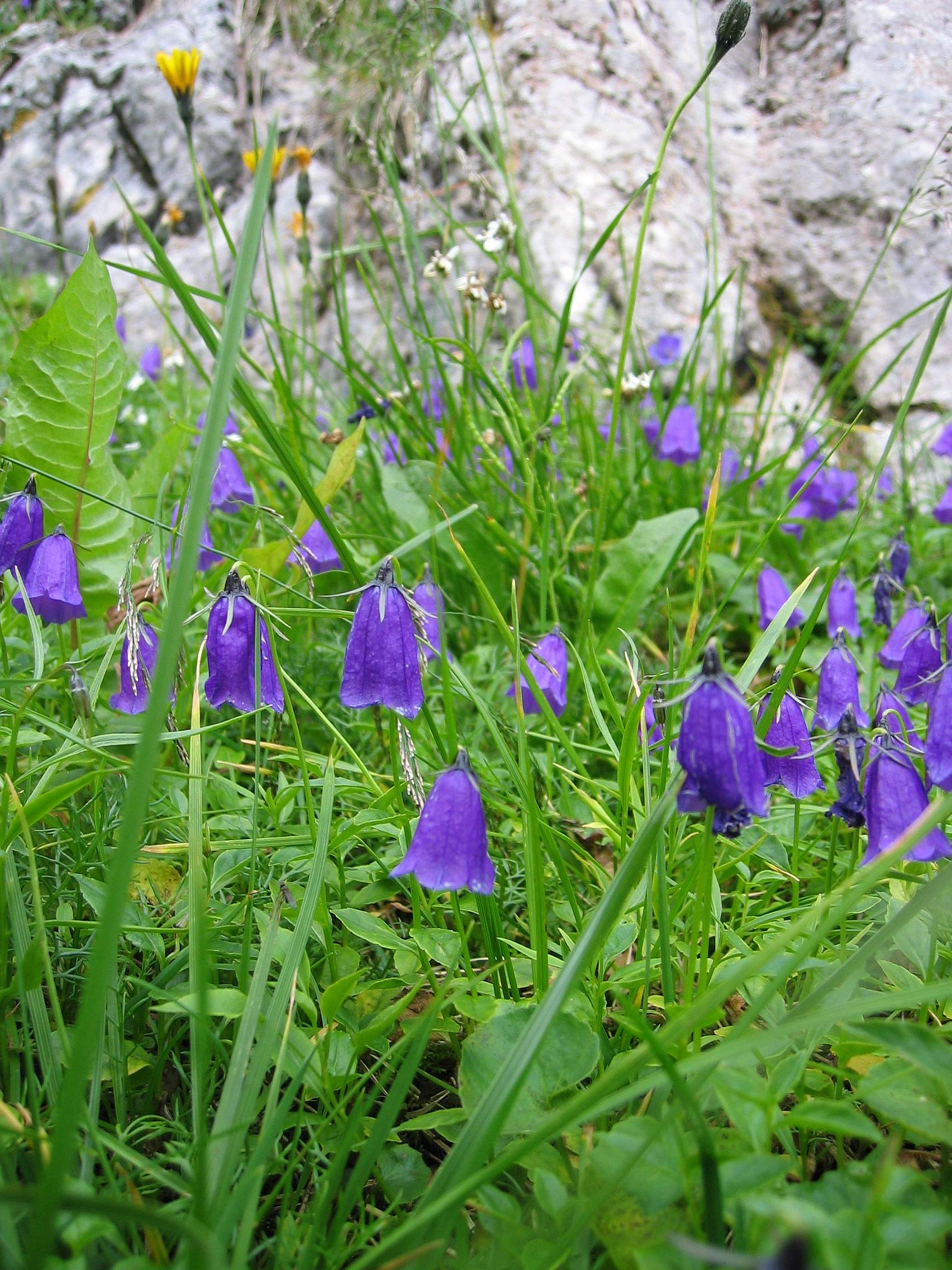
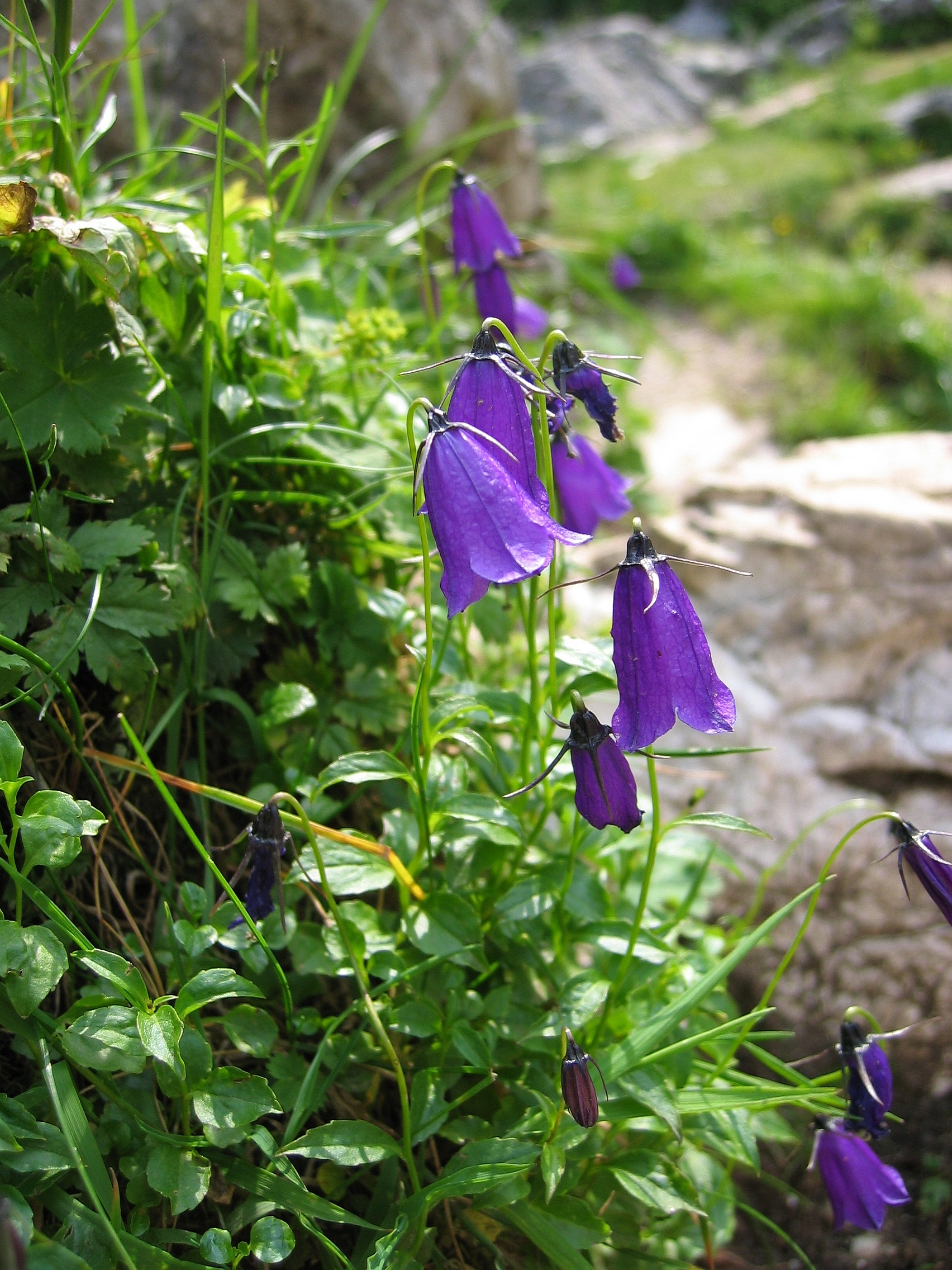